# 2-甲氧基雌三醇
2-甲氧基雌三醇（英語：2-Methoxyestriol，缩写2-MeO-E3）是一种内源性的雌激素代謝產物，主要是雌三醇和2-羟基雌三醇的代谢产物。2-MeO-E3对雌激素受体的亲和力极低，基本没有雌激素效应。但是，2-MeO-E3有一些非雌激素受体介导的降血脂效应。